# Martin Allespach
Martin Allespach (* 10. Januar 1962 in Mauer bei Heidelberg) ist ein deutscher Hochschullehrer und Gewerkschafter.

## Leben
Martin Allespach studierte von 1984 bis 1990 Erziehungswissenschaften in Heidelberg. 1999 wurde er an der Universität Tübingen promoviert und 2005 folgte die Habilitation an der Universität Hamburg zum Thema „Betriebliche Weiterbildung als Beteiligungsprozess“. 2012 ernannte ihn die Universität Hamburg zum Professor. Seit dem 1. April 2014 ist Allespach Direktor und Leiter der Europäischen Akademie der Arbeit in der Universität Frankfurt am Main. Er ist ferner Präsident der 2021 gegründeten privaten Hochschule University of Labour.
Von 2007 bis 2014 arbeitete Allespach beim Vorstand der Industriegewerkschaft Metall. Er ist Aufsichtsratsmitglied der Carl Zeiss AG und Ehrenamtlicher Richter am LAG Baden-Württemberg.

## Schriften
- Betriebliche Weiterbildung als Beteiligungsprozess, Marburg, 2005, ISBN 978-3-89472-280-7
- Das Thema Mitbestimmung in BWL- und Management-Studiengängen – Ein Blinder Fleck? – Eine explorative Studie, Düsseldorf 2016
- Kooperatives Lernen im Betrieb, Münster, 1999, ISBN 978-3-89688-054-3
- Politische Erwachsenenbildung, Marburg 2009, ISBN 978-3-89472-223-4

## Weblink
- DNB 120987678 – Katalogeintrag der Deutschen Nationalbibliothek